# Basse-Mauricie
Pour les articles homonymes, voir Mauricie et Rivière Saint-Maurice.
La Basse-Mauricie, au Québec (Canada), est la subdivision géographique de la Mauricie située au sud de la région administrative. Elle comprend notamment les territoires des MRC des Chenaux, de Maskinongé, ainsi que le territoire équivalent de Trois-Rivières.

## Moyenne-Mauricie
La Moyenne-Mauricie, au Québec, est la sous-subdivision géographique de la Mauricie située au centre de la région administrative et au nord de la Basse-Mauricie. Elle comprend notamment le territoire de la MRC de Mékinac, ainsi que le territoire équivalent de Shawinigan. Elle est parfois également nommée Centre-de-la-Mauricie.

## Toponymie
La Commission de toponymie du Québec n'a pas d'article centré sur le terme. Le nom tient vraisemblablement son origine de l'adjectif « Basse- », par opposition à « Haute- ». En géographie physique, le mot Basse fait référence à la partie la moins montagneuse ou élevée d'une région ou d'une ville. Antonyme de Haute-Mauricie. 
Au milieu  se situe l'adjectif « Moyenne- », ce qui donne par conséquent le terme de Moyenne-Mauricie.

## Voir aussi

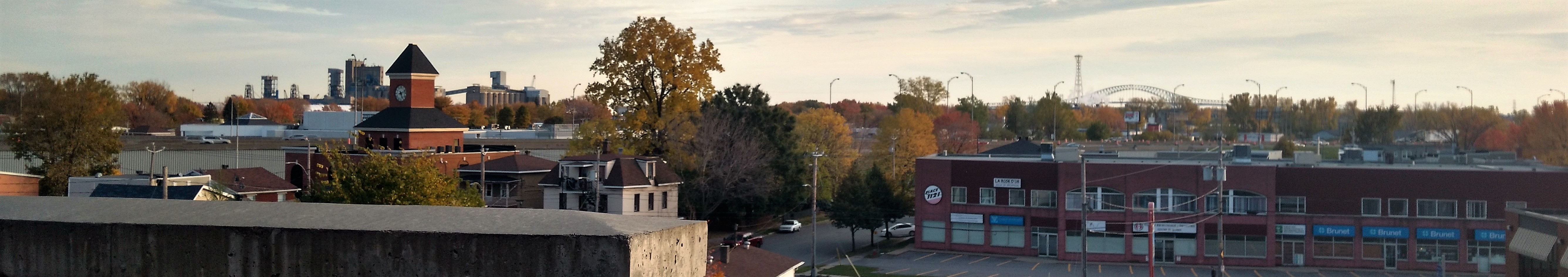
Côte Plouffe, Trois-Rivières, Basse-Mauricie. Derrière, le port de Trois-Rivières et le pont Laviolette.